# Jacob Lensky
Jacob Lensky (nació el 16 de diciembre de 1988) es un futbolista canadiense nacionalizado checo. Actualmente juega en el FC Utrecht de la Eredivisie. Juega en la posición de defensa. También se desempeña en la Sub-21 de República Checa.

## Trayectoria

### Carrera profesional
En septiembre de 2006, Lensky firma un precontrato con el Feyenoord, el cual se hace efectivo el 1 de enero de 2007. Lensky haría su debut en la Eredivisie el 11 de febrero de 2007, contra el FC Twente.
Lensky anunciaría su retiro del fútbol profesional en agosto de 2008, antes de completar su fichaje con Vancouver Whitecaps.
Lensky regreso a la actividad profesional en julio de 2009, firmando un contrato de un año con el FC Utrecht.